# Adriana Farias
Adriana Farias (São Paulo, 3 de maio de 1972) é uma cantora, violonista e violeira de música popular brasileira.

## Biografia
Apresentou o programa Viola, Minha Viola na TV Cultura. Aos 9 anos a cantora começou a tocar viola caipira e violão, dedicada e envolvida com a cultura caipira. Aos 11 anos gravou um compacto sob o pseudônimo Hanayana,ainda se apresentava em sede de clubes e shows de cidade, inclusive abrindo o show de Nhá Barbina, ícone feminino do humor caipira Aos 19 anos a cantora passou a atuar como backing-vocal, tendo gravado com artistas como Fábio Júnior, Vavá, Wanessa Camargo, Leandro e Leonardo, Raimundos, e outros. Durante cinco anos atuou na banda de Leandro e Leonardo e Leonardo. Entre 1998 e 2015, foi convidada a integrar a banda de country music Barra da Saia. 
Em 1999, participou do show "Tempo", com Leonardo, no qual interpretou a guarânia 
"Índia" em dueto com Leonardo, música que fez parte do DVD do mesmo show. A cantora também se orgulha de ter feito dueto com Hebe Camargo,quando estava no grupo Barra da Saia . Em 2016, Adriana começou carreira solo após 16 anos dedicados ao grupo Barra da Saia. Lança o CD "Beleza Rústica" um disco autoral.

## Filmografia

### Televisão
| Ano       | Título             | Cargo         | Emissora   |
| --------- | ------------------ | ------------- | ---------- |
| 2017-2019 | Viola, Minha Viola | Apresentadora | TV Cultura |

## Discografia

### CDs e DVDs
- 2016 - Beleza Rústica